# Bābā Shamalek
Bābā Shamalek (persiska: بابا شملک) är en ort i Iran.   Den ligger i provinsen Golestan, i den norra delen av landet, 500 km nordost om huvudstaden Teheran. Bābā Shamalek ligger 329 meter över havet och antalet invånare är 325.
Terrängen runt Bābā Shamalek är kuperad söderut, men norrut är den platt.Runt Bābā Shamalek är det ganska glesbefolkat, med 48 invånare per kvadratkilometer. Närmaste större samhälle är Marāveh Tappeh, 12,5 km nordost om Bābā Shamalek. Omgivningarna runt Bābā Shamalek är i huvudsak ett öppet busklandskap.